# فيض (فلسفة)
في الفلسفة، يشير لفظ الفيض إلى فكرة القول بأن الموجودات صدرت أو فاضت عن الأول، أي الله، كما يفيض النور عن الشمس.
يعد أفلوطين أول من قال بهذا المذهب في كتابه «التاسوعات». وقد وصلت نظرية الفيض إلى العرب عن طريق الخطأ بسبب نسب كتاب «ثيولوجيا» الأفلوطيني الأصل إلى أرسطو الذي حاز ثقة عميقة عند فلاسفة العرب المسلمين، فاعتمدوا هذه النظرية ظناً منهم أنها أرسطية.
أول من أخذ بمبدأ الفيض في التاريخ الإسلامي هو الفارابي، كما أخذ به ابن سينا فيما بعد، وربطها بفكرة الواجب الوجود، أو كما يقول هو: «فاعل الكل، بمعنى أنه الموجود الذي يفيض عنه كل موجود فيضا مبانيا لذاته».